# Felipe Rodríguez
Carlos Felipe Rodríguez Rangel (Morelia, 4 marzo 1989) è un calciatore messicano, portiere del Tigres UANL.

## Carriera

### Club
Ha giocato nella prima divisione messicana.

### Nazionale
Nel 2011 viene convocato per la Copa América.